# Bernieria madagascariensis
Bernieria madagascariensis — вид воробьиных птиц из семейства Bernieridae.

## Таксономия
Единственный вид монотипного рода Bernieria. Выделяют два подвида: номинативный и incelebris.

## Распространение
Эндемики Мадагаскара.

## Описание
Длина тела 17.5-20 см. Клюв длинный и тонкий. Вес самцов 22-39 г, самок 20.5-31.5 г. Верх головы и верхняя сторона тела птицы, включая хвост, тускло-тёмно-коичневато-зелёная. Крылья чуть темнее. Горло желтое, средняя часть грудки и верхняя часть брюшка более тускло-желтые или беловатые, остальная часть грудки и брюшка оливково-зелёная.

## Биология
Питаются членистоногими, включая жуков, тараканов, муравьев, чешуекрылых, пауков и других, а также мелкими позвоночными (гекконами). Яйца белые с коричневыми и красными крапинками.